# نيوبورغ (نيويورك)
نيوبورغ (بالإنجليزية: Newburgh) هي مدينةفي ولاية نيويورك الأمريكية. يبلغ عدد سكانها حسب تعداد سنة 2000: 28,259 نسمة. ويبلغ عددهم حسب تقدير 2007 حوالي:28,201 نسمة.

## التركيبة السكانية
حدّد مكتب تعداد الولايات المتحدة بيانات التركيبة السكانية لنيوبورغ في تعداد الولايات المتحدة. في ما يلي، التركيبة السكانية حسب تعدادي 2000 و2010.

### تعداد عام 2000
بلغ عدد سكان نيوبورغ 28,259 نسمة بحسب تعداد عام 2000، وبلغ عدد الأسر 9,144 أسرة وعدد العائلات 6,078 عائلة مقيمة في المدينة. في حين سجلت الكثافة السكانية 2,280.8 نسمة لكل كيلومتر مربع (5,907.2/ميل2). وبلغ عدد الوحدات السكنية 10,476 وحدة بمتوسط كثافة قدره 845.5 لكل كيلومتر مربع (2,189.8/ميل2).
وتوزع التركيب العرقي للمدينة بنسبة 42.33% من البيض و32.96% من الأمريكيين الأفارقة و0.71% من الأمريكيين الأصليين و0.76% من الأمريكيين ذوي الأصول الآسيوية و0.06% من سكان جزر المحيط الهادئ و18.11% من الأعراق الأخرى و5.07% من عرقين مختلطين أو أكثر و36.30% من الهسبانيون أو اللاتينيون من أي عرق.
بلغ عدد الأسر 9,144 أسرة كانت نسبة 46.4% منها لديها أطفال تحت سن الثامنة عشر تعيش معهم، وبلغت نسبة الأزواج القاطنين مع بعضهم البعض 34.1% من أصل المجموع الكلي للأسر، ونسبة 25.4% من الأسر كان لديها معيلات من الإناث دون وجود شريك، بينما كانت نسبة 6.9% من الأسر لديها معيلون من الذكور دون وجود شريكة وكانت نسبة 33.5% من غير العائلات. تألفت نسبة 27.1% من أصل جميع الأسر من عدة أفراد يعيشون في نفس المنزل ونسبة 11% كانت تتألف من شخص يعيش بمفرده يبلغ من العمر 65 عاماً أو أكثر. وبلغ متوسط حجم الأسرة المعيشية 2.97، أما متوسط حجم العائلات فبلغ 3.62.
بلغ العمر الوسطي للسكان 27.8 عاماً. وكانت نسبة 32.9% من القاطنين تحت سن الثامنة عشر، وكانت نسبة 10.6% بين الثامنة عشر والرابعة والعشرين عاماً، ونسبة 28.4% كانت واقعةً في الفئة العمرية ما بين الخامسة والعشرين والرابعة والأربعين عاماً، ونسبة 15.7% كانت ما بين الخامسة والأربعين والرابعة والستين، ونسبة 8.6% كانت ضمن فئة الخامسة والستين عاماً فما فوق. يوجد لكل 100 أنثى 91.7 ذكر، ويوجد لكل 100 أنثى في الثامنة عشر من عمرها فما فوق 85.5 ذكر.
بلغ متوسط دخل الأسرة في المدينة 30,332 دولارًا، أما متوسط دخل العائلة فبلغ 32,519 دولارًا. وكان متوسط دخل الذكور 26,633 دولارًا مقابل 21,718 دولارًا للإناث. وسجل دخل الفرد الخاص بالمدينة 13,360 دولارًا. وكانت نسبة 23% من العائلات ونسبة 25.8% من السكان تحت خط الفقر، وكان من هؤلاء نسبة 36% تحت سن الثامنة عشر ونسبة 16.1% في الخامسة والستين من العمر وما فوق.

### تعداد عام 2010
بلغ عدد سكان نيوبورغ 28,866 نسمة بحسب تعداد عام 2010، وبلغ عدد الأسر 9,030 أسرة وعدد العائلات 6,051 عائلة مقيمة في المدينة. في حين سجلت الكثافة السكانية 2,329.8 نسمة لكل كيلومتر مربع (6,034.2/ميل2). وبلغ عدد الوحدات السكنية 10,505 وحدة بمتوسط كثافة قدره 847.9 لكل كيلومتر مربع (2,196.1/ميل2).
وتوزع التركيب العرقي للمدينة بنسبة 39.38% من البيض و30.16% من الأمريكيين الأفارقة و1.66% من الأمريكيين الأصليين و0.98% من الأمريكيين ذوي الأصول الآسيوية و0.10% من سكان جزر المحيط الهادئ و22.55% من الأعراق الأخرى و5.17% من عرقين مختلطين أو أكثر و47.86% من الهسبانيون أو اللاتينيون من أي عرق.
بلغ عدد الأسر 9,030 أسرة كانت نسبة 45.9% منها لديها أطفال تحت سن الثامنة عشر تعيش معهم، وبلغت نسبة الأزواج القاطنين مع بعضهم البعض 30.8% من أصل المجموع الكلي للأسر، ونسبة 26.6% من الأسر كان لديها معيلات من الإناث دون وجود شريك، بينما كانت نسبة 9.6% من الأسر لديها معيلون من الذكور دون وجود شريكة وكانت نسبة 33% من غير العائلات. تألفت نسبة 25.9% من أصل جميع الأسر من عدة أفراد يعيشون في نفس المنزل ونسبة 9.4% كانت تتألف من شخص يعيش بمفرده يبلغ من العمر 65 عاماً أو أكثر. وبلغ متوسط حجم الأسرة المعيشية 3.09، أما متوسط حجم العائلات فبلغ 3.71.
بلغ العمر الوسطي للسكان 28.2 عاماً. وكانت نسبة 30.7% من القاطنين تحت سن الثامنة عشر، وكانت نسبة 14% بين الثامنة عشر والرابعة والعشرين عاماً، ونسبة 28.8% كانت واقعةً في الفئة العمرية ما بين الخامسة والعشرين والرابعة والأربعين عاماً، ونسبة 18.7% كانت ما بين الخامسة والأربعين والرابعة والستين، ونسبة 7.8% كانت ضمن فئة الخامسة والستين عاماً فما فوق. وتوزع التركيب الجنسي للسكان بنسبة 48.6% ذكور و51.4% إناث.

## المناخ
يظهر الجدول التالي التغييرات المناخية على مدار السنة لنيوبورغ:
| البيانات المناخية لـنيوبورغ       | البيانات المناخية لـنيوبورغ | البيانات المناخية لـنيوبورغ | البيانات المناخية لـنيوبورغ | البيانات المناخية لـنيوبورغ | البيانات المناخية لـنيوبورغ | البيانات المناخية لـنيوبورغ | البيانات المناخية لـنيوبورغ | البيانات المناخية لـنيوبورغ | البيانات المناخية لـنيوبورغ | البيانات المناخية لـنيوبورغ | البيانات المناخية لـنيوبورغ | البيانات المناخية لـنيوبورغ | البيانات المناخية لـنيوبورغ |
| الشهر                             | يناير                       | فبراير                      | مارس                        | أبريل                       | مايو                        | يونيو                       | يوليو                       | أغسطس                       | سبتمبر                      | أكتوبر                      | نوفمبر                      | ديسمبر                      | المعدل السنوي               |
| --------------------------------- | --------------------------- | --------------------------- | --------------------------- | --------------------------- | --------------------------- | --------------------------- | --------------------------- | --------------------------- | --------------------------- | --------------------------- | --------------------------- | --------------------------- | --------------------------- |
| الدرجة القصوى °ف (°م)             | 71 (22)                     | 71 (22)                     | 85 (29)                     | 96 (36)                     | 97 (36)                     | 102 (39)                    | 103 (39)                    | 103 (39)                    | 105 (41)                    | 89 (32)                     | 82 (28)                     | 72 (22)                     | 105 (41)                    |
| متوسط درجة الحرارة الكبرى °ف (°م) | 35 (2)                      | 39 (4)                      | 48 (9)                      | 61 (16)                     | 71 (22)                     | 80 (27)                     | 85 (29)                     | 83 (28)                     | 75 (24)                     | 63 (17)                     | 51 (11)                     | 40 (4)                      | 61 (16)                     |
| متوسط درجة الحرارة الصغرى °ف (°م) | 20 (−7)                     | 23 (−5)                     | 29 (−2)                     | 40 (4)                      | 50 (10)                     | 59 (15)                     | 64 (18)                     | 63 (17)                     | 55 (13)                     | 45 (7)                      | 36 (2)                      | 26 (−3)                     | 43 (6)                      |
| أدنى درجة حرارة °ف (°م)           | −15 (−26)                   | −11 (−24)                   | 0 (−18)                     | 15 (−9)                     | 27 (−3)                     | 40 (4)                      | 45 (7)                      | 41 (5)                      | 32 (0)                      | 22 (−6)                     | 10 (−12)                    | −7 (−22)                    | −15 (−26)                   |
| الهطول إنش (مم)                   | 3.66 (93)                   | 3.20 (81)                   | 3.89 (99)                   | 4.13 (105)                  | 4.11 (104)                  | 4.56 (116)                  | 4.59 (117)                  | 4.61 (117)                  | 4.47 (114)                  | 4.99 (127)                  | 4.33 (110)                  | 4.20 (107)                  | 50.74 (1٬289)               |
| المصدر: The Weather Channel       |                             |                             |                             |                             |                             |                             |                             |                             |                             |                             |                             |                             |                             |

## أعلام
- فرانك شابمان
- ألسويرث كيلي
- نات سيمون
- جيرالدين فيرارو
- جون دبليو. براون
- أندرو جاكسون داونينج
- هنري كيركي براون
- جيمس باترسون
- بنيامين باركر أوديل
- شاول وليامز